# Persone di nome Jonathan/Calciatori
| Questa pagina contiene informazioni ricavate automaticamente dalle voci biografiche con l'ausilio del template Bio e di un bot. L'aggiornamento è periodico e automatico e ricostruisce completamente la pagina. Se manca una persona in questa lista, sei pregato di non aggiungerla, ma accertati piuttosto che la sua voce biografica contenga il template Bio e che i dati anagrafici siano correttamente compilati. Se il template Bio manca, inseriscilo tu stesso o, in alternativa, metti l'avviso {{tmp\|Bio}} che ne segnala la mancanza. Se i dati riportati sono sbagliati, correggi direttamente la voce biografica; le modifiche saranno visibili in questa lista entro pochi giorni. Per chiarimenti vedi il progetto antroponimi. La lista contiene solo le 197 persone che sono citate nell'enciclopedia e per le quali è stato implementato correttamente il template Bio. Pagina aggiornata al 6 ago 2025. |

Questa è una lista di persone presenti nell'enciclopedia che hanno il nome Jonathan e sono calciatori.

## A(6)
- Jonathan Akpoborie, ex calciatore nigeriano (Lagos, n. 1968)
- Jonathan Amon, calciatore statunitense (Summerville, n. 1999)
- Jon Ashton, ex calciatore inglese (Nuneaton, n. 1982)
- Jonathan Aspas, ex calciatore spagnolo (Moaña, n. 1982)
- Jonathan Aspropotamitis, calciatore australiano (Sydney, n. 1996)
- Jonathan Ayité, ex calciatore togolese (Bordeaux, n. 1985)

## B(22)
- Jonathan Bachini, ex calciatore italiano (Livorno, n. 1975)
- Jonathan Balotelli, calciatore brasiliano (n. 1989)
- Jonathan Bamba, calciatore ivoriano (Alfortville, n. 1996)
- Jonathan Barboza, calciatore uruguaiano (Montevideo, n. 1990)
- Jonathan Barrios, calciatore salvadoregno (San Salvador, n. 1985)
- Jonathan Beaulieu-Bourgault, ex calciatore canadese (Montréal, n. 1988)
- Jonathan Bernardo, calciatore brasiliano (San Paolo, n. 1988)
- Jonathan Betancourt, calciatore ecuadoriano (Esmeraldas, n. 1995)
- Jonathan Biabiany, calciatore francese (Parigi, n. 1988)
- Jonathan Bibi, calciatore seychellese (n. 1984)
- Jonathan Bilbao, calciatore venezuelano (Barquisimeto, n. 1999)
- Jonathan Blondel, ex calciatore belga (Ypres, n. 1984)
- Jonathan Bolingi, calciatore congolese (Repubblica Democratica del Congo) (Kinshasa, n. 1994)
- Jonathan Bond, calciatore inglese (Hemel Hempstead, n. 1993)
- Jonathan Borja, calciatore ecuadoriano (Ibarra, n. 1994)
- Jonathan Bornstein, ex calciatore statunitense (Torrance, n. 1984)
- Jonathan Bottinelli, ex calciatore argentino (Buenos Aires, n. 1984)
- Jonatan Braut Brunes, calciatore norvegese (Bryne, n. 2000)
- Jonathan Brison, ex calciatore francese (Soissons, n. 1983)
- Jonathan Bru, ex calciatore francese (Neuilly-sur-Seine, n. 1985)
- Jonathan Buatu Mananga, calciatore belga (Liegi, n. 1993)
- Jonathan Burkardt, calciatore tedesco (Darmstadt, n. 2000)

## C(13)
- Jonathan Calleri, calciatore argentino (Buenos Aires, n. 1993)
- Jonathan Campbell, ex calciatore statunitense (Greensboro, n. 1993)
- Jonathan Cantillana, calciatore cileno (Santiago del Cile, n. 1992)
- Jonathan Caruana, ex calciatore maltese (Paola, n. 1986)
- Jonny Castro, calciatore spagnolo (Vigo, n. 1994)
- Sebastián Charquero, calciatore uruguaiano (Montevideo, n. 1989)
- Jonathan Cissé, calciatore ivoriano (n. 1997)
- Jonathan Cisternas, ex calciatore cileno (Hualpén, n. 1980)
- Jonathan Clauss, calciatore francese (Strasburgo, n. 1992)
- Jonathan Copete, calciatore colombiano (Cali, n. 1988)
- Jonathan Cristaldo, calciatore argentino (Ingeniero Budge, n. 1989)
- Mathías Cubero, calciatore uruguaiano (Montevideo, n. 1994)
- Johnny Walker, ex calciatore statunitense (Torrance, n. 1977)

## D(14)
- Jonathan David, calciatore canadese (New York, n. 2000)
- Jonathan Delaplace, ex calciatore francese (La Seyne-sur-Mer, n. 1986)
- Jonathan Dellarossa, calciatore argentino (El Tío, n. 2000)
- Paulo Miranda, calciatore brasiliano (Castro, n. 1988)
- Jonathan Domínguez, ex calciatore argentino (Buenos Aires, n. 1987)
- Jonathan Douglas, ex calciatore irlandese (Monaghan, n. 1981)
- Jonathan Dubasin, calciatore spagnolo (La Seu d'Urgell, n. 2000)
- Jonathan de Guzmán, calciatore canadese (Toronto, n. 1987)
- Jonathan Reis, ex calciatore brasiliano (Contagem, n. 1989)
- Jonathan da Silveira Fernandes Reis, calciatore brasiliano (Rio de Janeiro, n. 1995)
- Jonathan de Amo, calciatore spagnolo (Barcellona, n. 1990)
- Jonathan Jesus, calciatore brasiliano (São Vicente, n. 2004)
- Jonathan dos Santos, calciatore uruguaiano (Salto, n. 1992)
- Jonathan dos Santos, calciatore messicano (Monterrey, n. 1990)

## E(2)
- Jonathan Emanuel Rodríguez, calciatore argentino (Lomas de Zamora, n. 1990)
- Jonathan España, ex calciatore venezuelano (Ciudad Ojeda, n. 1988)

## F(7)
- Jonathan Fabbro, ex calciatore argentino (Buenos Aires, n. 1982)
- Jonathan Faña, calciatore dominicano (Moca, n. 1987)
- Jonathan Ferrari, calciatore argentino (Junín, n. 1987)
- Jonathan Forte, ex calciatore inglese (Sheffield, n. 1986)
- Jonathan Fortune, ex calciatore inglese (Islington, n. 1980)
- Jonathan Franks, ex calciatore inglese (Stockton-on-Tees, n. 1990)
- Jonathan Varane, calciatore francese (Lilla, n. 2001)

## G(13)
- David Gallardo, calciatore argentino (Cañada de Gómez, n. 1997)
- Jonathan Galván, calciatore argentino (Mar del Plata, n. 1992)
- Jonathan Glenn, calciatore trinidadiano (Maloney Gardens, n. 1987)
- Jonathan Gómez, calciatore argentino (Capitán Bermúdez, n. 1989)
- Jonathan González, calciatore statunitense (Santa Rosa, n. 1999)
- Jonathan González, calciatore ecuadoriano (Quinindé, n. 1995)
- Jonathan González, calciatore uruguaiano (Montevideo, n. 2000)
- Jonathan Gradit, calciatore francese (Talence, n. 1992)
- Jonathan Grant, calciatore canadese (Pickering, n. 1993)
- Jonathan Greening, ex calciatore inglese (Scarborough, n. 1979)
- Jonathan Grounds, ex calciatore inglese (n. 1988)
- Jon Guthrie, calciatore inglese (Devizes, n. 1992)
- Jonathan Gómez, calciatore statunitense (North Richland Hills, n. 2003)

## H(8)
- Jonny Hayes, ex calciatore irlandese (Dublino, n. 1987)
- Jonathan Hendrickx, calciatore belga (Liegi, n. 1993)
- Jonathan Heris, calciatore belga (Bruxelles, n. 1990)
- Ozziel Herrera, calciatore messicano (Culiacán, n. 2001)
- Jonathan Herrera, calciatore argentino (Buenos Aires, n. 1991)
- Jonathan Hogg, calciatore inglese (Middlesbrough, n. 1988)
- Jonathan Holland, ex calciatore maltese (Pietà, n. 1978)
- Jonathan Howson, calciatore inglese (Morley, n. 1988)

## I(2)
- Jonathan Ifunga Ifasso, calciatore congolese (Repubblica Democratica del Congo) (Kinshasa, n. 1999)
- Jonathan Iglesias, calciatore uruguaiano (Montevideo, n. 1988)

## J(4)
- Nate Jaqua, ex calciatore statunitense (Eugene, n. 1981)
- Jonathan Jiménez, calciatore salvadoregno (San Salvador, n. 1992)
- Jonathan Joubert, ex calciatore francese (Metz, n. 1979)
- Jonathan Jäger, ex calciatore francese (Gien, n. 1978)

## K(4)
- Jonathan Bijimine, calciatore congolese (Repubblica Democratica del Congo) (Amiens, n. 1994)
- Jonathan Kakou, calciatore francese (n. 1989)
- Jonathan Klinsmann, calciatore statunitense (Monaco di Baviera, n. 1997)
- Jonathan Kodjia, calciatore francese (Saint-Denis, n. 1989)

## L(11)
- Jonathan Francisco Lemos, calciatore brasiliano (Brasilia, n. 1992)
- Jonathan Lacerda, calciatore uruguaiano (Montevideo, n. 1987)
- Jonathan Legear, ex calciatore belga (Liegi, n. 1987)
- Jonathan Leko, calciatore inglese (Kinshasa, n. 1999)
- Jonathan Levi, calciatore svedese (Glumslöv, n. 1996)
- Jonathan Lewis, calciatore statunitense (Atlanta, n. 1997)
- Jonathan Ligali, ex calciatore francese (Montpellier, n. 1991)
- Jonathan Lindseth, calciatore norvegese (Porsgrunn, n. 1996)
- Jonathan López, calciatore guatemalteco (Città del Guatemala, n. 1988)
- Jonathan López, ex calciatore spagnolo (Riaño, n. 1981)
- Jonathan López, calciatore argentino (Chajarí, n. 1989)

## M(19)
- Jonathan Cícero Moreira, ex calciatore brasiliano (Conselheiro Lafaiete, n. 1986)
- Jon Macken, ex calciatore inglese (Manchester, n. 1977)
- Jonathan Magri Overend, ex calciatore maltese (n. 1970)
- Jonathan Maidana, ex calciatore argentino (Adrogué, n. 1985)
- Jonathan Martins Pereira, ex calciatore francese (Bayonne, n. 1986)
- Jonathan Josué Martínez Solano, calciatore costaricano (Puerto Limón, n. 1998)
- Jonathan Marulanda, calciatore colombiano (Medellín, n. 1995)
- Jonathan McDonald, calciatore costaricano (San José, n. 1987)
- Jonathan McKain, ex calciatore australiano (Brisbane, n. 1982)
- Jon McLaughlin, calciatore scozzese (Edimburgo, n. 1987)
- Jonathan Meades, ex calciatore gallese (Cardiff, n. 1992)
- Jonathan Mejía, calciatore honduregno (Malaga, n. 1989)
- Yulián Mejía, ex calciatore colombiano (Medellín, n. 1990)
- Jonathan Mensah, calciatore ghanese (Accra, n. 1990)
- Jonathan Menéndez, calciatore argentino (Buenos Aires, n. 1994)
- Jonathan Mexique, calciatore francese (Le Mans, n. 1995)
- Joni Montiel, calciatore spagnolo (Madrid, n. 1998)
- Jonathan Moya, calciatore costaricano (San José, n. 1992)
- Jonathan Mutombo Mawesi, calciatore francese (Parigi, n. 2002)

## N(5)
- Jonathan Nahimana, calciatore burundese (n. 1999)
- Jon Newsome, ex calciatore inglese (Sheffield, n. 1970)
- Jonathan Ngwem, calciatore camerunese (n. 1991)
- Jonathan Núñez, calciatore cileno (Talca, n. 1986)
- Jonathan Núñez, calciatore honduregno (La Ceiba, n. 2001)

## O(4)
- Jonathan Obika, ex calciatore inglese (Enfield, n. 1990)
- Jonathan Okita, calciatore congolese (Repubblica Democratica del Congo) (Colonia, n. 1995)
- Jonathan Orozco, ex calciatore messicano (Monterrey, n. 1986)
- Jonathan Osorio, calciatore canadese (Toronto, n. 1992)

## P(11)
- Jonathan Pacheco, calciatore argentino (San Andrés de Giles, n. 1992)
- Jonathan Panzo, calciatore inglese (Londra, n. 2000)
- Jon Parkin, ex calciatore inglese (Barnsley, n. 1981)
- Jonathan Parr, ex calciatore norvegese (Oslo, n. 1988)
- Jonathan Paz, calciatore honduregno (Tocoa, n. 1995)
- Jonathan Pearson, ex calciatore maltese (n. 1987)
- Jonathan Pereira, ex calciatore spagnolo (Vigo, n. 1987)
- Jonathan Perlaza, calciatore ecuadoriano (Guayaquil, n. 1997)
- Jonathan Perry, ex calciatore neozelandese (Hamilton, n. 1976)
- Jonathan Phillippe, ex calciatore argentino (Navarro, n. 1988)
- Jonathan Pérez, calciatore messicano (Pico Rivera, n. 2003)

## Q(1)
- Jonathan Quartey, ex calciatore ghanese (Accra, n. 1988)

## R(17)
- Jonathan Cafú, calciatore brasiliano (Piracicaba, n. 1991)
- Jonathan Rodríguez Menéndez, calciatore spagnolo (Cangas del Narcea, n. 1991)
- Jonathan Ramis, calciatore uruguaiano (Artigas, n. 1989)
- Jonathan Rasheed, calciatore svedese (Alingsås, n. 1991)
- Jonathan Carril, ex calciatore spagnolo (Boqueixón, n. 1984)
- Jonathan Requena, calciatore argentino (Córdoba, n. 1996)
- Rodrigo Rey, calciatore uruguaiano (Montevideo, n. 2004)
- Jonathan Richard, calciatore olandese (Amsterdam, n. 1991)
- Jonathan Richter, ex calciatore danese (Frederiksberg, n. 1985)
- Jonathan Rivierez, calciatore francese (Le Blanc-Mesnil, n. 1989)
- Jonathan Rodríguez, calciatore uruguaiano (Florida, n. 1993)
- Jonathan Joel Rodríguez, ex calciatore argentino (Marcos Juárez, n. 1994)
- Nicolás Rossi, calciatore uruguaiano (Montevideo, n. 1998)
- Jonathan Routledge, ex calciatore inglese (Liverpool, n. 1989)
- Jonathan Rowe, calciatore inglese (Londra, n. 2003)
- Jonathan Toro, calciatore honduregno (San Pedro Sula, n. 1996)
- Jon Russell, calciatore giamaicano (Hounslow, n. 2000)

## S(16)
- Jonathan Sabbatini, calciatore uruguaiano (Paysandú, n. 1988)
- Jonathan Salvador, calciatore cileno (Concepción, n. 1991)
- Jonathan Sandoval, calciatore uruguaiano (Montevideo, n. 1987)
- Jonathan Santana, ex calciatore argentino (Buenos Aires, n. 1981)
- Jonathan Scherzer, calciatore austriaco (n. 1995)
- Jonathan Schmid, calciatore francese (Strasburgo, n. 1990)
- Jonathan Schunke, ex calciatore argentino (Misiones, n. 1987)
- Jonathan Sesma, ex calciatore spagnolo (Las Palmas de Gran Canaria, n. 1978)
- Jonathan Silva Vieira, calciatore brasiliano (Japeri, n. 1998)
- Jonathan Silva, calciatore argentino (La Plata, n. 1994)
- Jonathan Sirois, calciatore canadese (LaSalle, n. 2001)
- Jonathan Soriano, ex calciatore spagnolo (El Pont de Vilomara, n. 1985)
- Jonathan Sowah, calciatore ghanese (n. 1999)
- Jonathan Spector, ex calciatore statunitense (Arlington Heights, n. 1986)
- Jonny Steele, ex calciatore nordirlandese (Larne, n. 1986)
- Jonathan Suazo, calciatore cileno (Cabrero, n. 1989)

## T(8)
- Jonathan Tah, calciatore tedesco (Amburgo, n. 1996)
- Jonathan Tamimi, calciatore svedese (n. 1994)
- Jonathan Tehau, calciatore francese (Faa'a, n. 1988)
- Jonathan Tinhan, ex calciatore francese (Échirolles, n. 1989)
- Jonathan Toledo, calciatore uruguaiano (Montevideo, n. 1996)
- Jonathan Torres, calciatore argentino (Santa Fe, n. 1996)
- Jonathan Tuffey, calciatore nordirlandese (Banbridge, n. 1987)
- Jonathan Téhoué, ex calciatore francese (Parigi, n. 1984)

## U(1)
- Jonathan Urretaviscaya, calciatore uruguaiano (Montevideo, n. 1990)

## V(3)
- Jonathan Vidallé, ex calciatore argentino (Buenos Aires, n. 1977)
- Jonathan Viera, calciatore spagnolo (Las Palmas de Gran Canaria, n. 1989)
- Jonathan Vila, ex calciatore spagnolo (O Porriño, n. 1986)

## W(2)
- Jonathan Walters, ex calciatore irlandese (Birkenhead, n. 1983)
- Jonathan Peter Williams, calciatore gallese (Pembury, n. 1993)

## Z(3)
- Jonathan Zacaría, calciatore argentino (Ramos Mejía, n. 1990)
- Jonathan Zebina, ex calciatore francese (Parigi, n. 1978)
- Jonathan Zongo, ex calciatore burkinabé (Ouagadougou, n. 1989)

## Ñ(1)
- Jonathan Ñíguez, calciatore spagnolo (Elche, n. 1985)